# Burgistein
Burgistein – gmina (niem. Einwohnergemeinde) w Szwajcarii, w kantonie Berno, w regionie administracyjnym Oberland, w okręgu Thun.

## Demografia
W Burgisteinie mieszkają 1 093 osoby. W 2020 roku 2,8% populacji gminy stanowiły osoby urodzone poza Szwajcarią.

## Transport
Przez teren gminy przebiegają drogi główne nr 221, nr 230 i nr 231.